# Galatasaray Istanbul (Wasserball)
Die Wasserballmannschaft Galatasaray Istanbuls wurde erstmals in den Jahren nach 1910 von Galatasaray-Studenten gespielt und dadurch in der Türkei eingeführt. Auf der Kurucesme-Insel wurde Wasserball zum Spiel- und Trainingsgelände, 1968 wurde ein Schwimmbad in Kalamis eröffnet, wo von nun an alle Wassersportarten des Vereins ihren Sitz bezogen.
In der türkischen Wasserball-Liga, die es seit den 1950ern gibt, wurde man 1955 und 1957 zweimal, nach längeren Jahren in den 1970ern (1973, 1975 und 1977) dreimal Meister. Bis 1991 gab es eine 14-jährige Pause.
1988 wurde der Ungar Zoltan Gulyas Trainer, der vor allem Wert auf die Nachwuchsspieler legte, und das Niveau erheblich steigerte, sodass bald auch olympische Sportler hervorkamen. Das A-Team der Männer wurde seit 1991 12-mal Meister und erreichte auch beachtliche Platzierungen in den europäischen Bewerben.
In dieser Periode steigerten sich auch die Leistungen des Nationalteams, sowohl in den europäischen, als auch den Balkan-Meisterschaften. In den letzten Jahren schafften es die Galatasaray-Spieler immer wieder in die besten 16 der europäischen Spitzenteams, auch wenn es zu Beginn des „Europa-Abenteuers“ z. T. harte Niederlagen gegeben hatte. Im Moment liegt das Team zwischen dem 9. und 12. Platz in der Europa-Wertung.
In der Saison 2007/08 wurde die Mannschaft ohne Niederlage türkischer Meister. Es war die 14. Meisterschaft der Vereinsgeschichte.

## Spielort
Galatasaray Istanbul trägt ihre Heimspiele in der Galatasaray Olimpik Yüzme Havuzu (Galatasaray Olympia-Schwimmhalle) in Üsküdar aus. Die Schwimmhalle bietet Platz für 543 Zuschauer. Vor der Eröffnung am 16. September 2006 war die Schwimmhalle eine öffentliche Badeanstalt.